# Dansglädje 90
Dansglädje 90 är ett studioalbum med Berth Idoffs, som utkom på Frituna 1990 samma år som Berth-Idoffs tillsammans med band andra Lotta Engberg, som medverkade vid inspelningen av Svensk Filmindustris nya stora långfilm "Blackjack".

## Låtlista
1. Nere vid kusten / Peter Åhs, Carl Lösnitz
2. Kärleken förde oss samman / Ulf Lundell
3. Min stund i livet / Magnus Persson, Helene Andersson, Crister Lundh
4. Regn i mitt hjärta = Tears on my Pillow / S. Bradford, P. Lewis, I. Forsman
5. Skriv en rad / Peter Grundström
6. Stopp ett tag / Patrik Lindqvist, Keith Almgren
7. Vingar som bär mig / Peter Grundström
8. Kär igen / Lasse Holm
9. Den ros jag fick / Kent Olsson
10. Min fela och jag / Magnus Persson, Helene Andersson
11. Sommaren det hände = Quando m'innamoro / D. Pace, M. Panzeri, R. Livraghi, B.G. Edling
12. Den kärlek som vi har / Hans Schmid, Carl Lösnitz
13. Adios amor / Bert Månson
14. Nära dig / Mats Westerberg
15. Varje steg / Erik Lihm, Monica Forsberg